# Blauwe Poort (Kortrijk)
De Blauwe Poort (of Blauwe Poorte) is een wijk in de Belgische stad Kortrijk. De woonwijk bevindt zich ten zuiden van de historische binnenstad en is gesitueerd tussen de Doorniksewijk en de wijken Sint-Elisabeth en Walle. Centraal in de wijk bevindt zich het stadspark De Blauwe Poorte, een van de grootste parken in Kortrijk. Het centrale buurtplein in de wijk is het Halenplein.

## Geschiedenis
De geschiedenis van het park en de wijk de Blauwe Poort gaat terug tot in de 15e eeuw, toen er de zogenaamde Heerlijkheid van Steenbrugge werd gevestigd. Deze Heerlijkheid omvatte tevens de hofstede 'Blauwe Poort'.
Toen de stad in de 20e eeuw naar verdere uitbreidingsmogelijkheden zocht, werd door het stadsbestuur besloten om hier vanaf midden de jaren 1950 diverse nieuwe woonwijken te realiseren. Toen in 1951 Ivo Joris Lambrecht schepen van Ruimtelijke Ordening werd, besloot hij actief aan grondbeleid te doen en liet hij hierbij zijn oog vallen op 24 hectare grond van de hofstede De Blauwe Poort, aan de rand van het bebouwde deel van de stad tussen de Doorniksesteenweg en de Sint-Denijsestraat. Zo kocht de stad in 1954 het hof en de omliggende gronden. Een deel hiervan werd verkaveld en ongeveer 4,5 ha werd als een nieuw stedelijk park aangelegd. Er werd een bijzonder plan van aanleg goedgekeurd voor de bouw van 600 woningen rond een groot park met groene tentakels tot ver in de nieuwe wijk. De helft van de woningen werd gebouwd als sociale woningen, gemengd koop en huur, de andere helft van de bouwkavels werd beschikbaar gesteld aan private bouwers tegen sociale grondprijzen. Kenmerkend voor de stedenbouwkundige aanleg van deze wijk is dat deze, op aangeven van ingenieur Mertens (ministerie van Openbare Werken), ontworpen werd als een net van doodlopende woonstraten ('pijpenkoppen'), die met elkaar verbonden werden door wandeldreven.
Het huidige stadspark De Blauwe Poort heeft nog steeds een indrukwekkende toegangspoort die herinnert aan de omwalling van de heerlijkheid en de poort van de vroegere hoeve. De omgrachte hoeve in kwestie werd behouden als ontmoetingscentrum voor de nieuwe wijk. Later heeft de stad het pand in concessie gegeven aan een horeca-uitbater.

## Heden
In de Blauwe Poortwijk bevindt zich tevens een filiaal van de stedelijke bibliotheek, met name aan het Halenplein.
Belgische gemeenten · Arrondissement Kortrijk · West-Vlaanderen · Vlaanderen